# Newell (Australia)

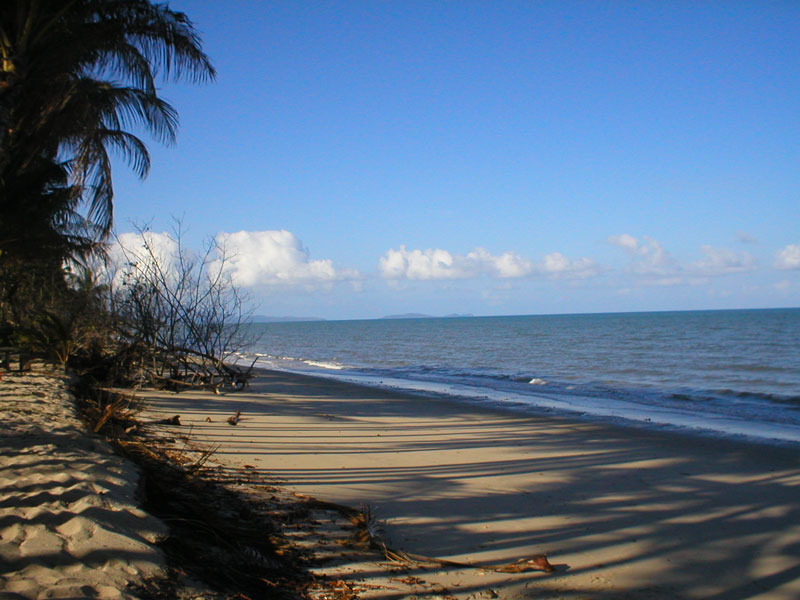
Newell beach - 2004

Mount Garnet – miasto w Australii, w stanie Queensland, nad Oceanem Spokojnym.